# Воленко, Владимир Евгеньевич
Владимир Евгеньевич Воленко (род. 28 февраля 1965, Москва) — российский автор-исполнитель, композитор, аранжировщик, основатель группы «Божья коровка».

## Детство и юность
Родился 28 февраля 1965 года в Москве.
Мать — Светлана Давыдовна Воленко (доцент кафедры теории и истории музыки Московского государственного института им. А. Шнитке, кандидат наук, автор диссертации Музыкальные прообразы в раннем фортепианном творчестве С. С. Прокофьева), дочь советского военного инженера Давида Наумовича Юровецкого.
Отец — Евгений Иванович Воленко (инженер, сотрудник института ядерной физики), сын Советского дипломата Ивана Ивановича Воленко.
Отец настаивал, чтобы сын получил техническое образование, однако, в результате развода родителей в раннем возрасте, Владимир был вынужден пойти по стопам матери и целиком посвятил себя музыке. Окончив ДМШ им. Р. М. Глиэра по классу скрипки, в 1980 году поступил в музыкальное училище им. Октябрьской революции на теоретическое отделение к ведущему педагогу факультета Злобинской Ирине Дмитриевне.
Получая классическое музыкальное образование, Владимир скупал эстрадные и джазовые грампластинки фирмы «Мелодия», а с 18 лет начал собирать коллекцию фирменных виниловых дисков, формируя свой музыкальный вкус на лучших образцах рок-музыки и джаза. В 2013 году посвятил ролик великим музыкантам современности, которых он считает своими учителями.
Сразу после окончания училища планировал поступить в московскую консерваторию, однако в военкомате с этим желанием считаться не стали.
С 1984 по 1986 проходил срочную воинскую службу в военном оркестре железнодорожных войск на восточном участке Байкало-Амурской магистрали. Играл в солдатском музыкальном ансамбле на электрооргане и синтезаторе.
Вернувшись из армии, решил продолжить обучение и поступил в РАМ им. Гнесиных, которую окончил в 1992 году как музыковед—теоретик под руководством профессора Юрия Николаевича Рагса.

## 1990—2000-е
В дальнейшем предпочёл классическому образованию активную деятельность в сфере эстрадной музыки. С 1986 по 1993 годы гастролировал в качестве музыканта (клавишные инструменты), работая в Москонцерте, в коллективах Кати Суржиковой, Светланы Лазаревой, а также группах «Мираж», «Фея», «Каролина», «Атаман», «Твой день». Параллельно с этим являлся аранжировщиком на студии «Тандем», впоследствии принадлежавшей Сергею Трофимову.
Первые эксперименты с группой «Божья коровка» Владимир Воленко начал проводить в 1988 году. Это было время, вошедшее в историю страны под названием «перестройка», благодаря которой открылся «железный занавес», а символом общественно-политической жизни стали гласность, демократия и свобода слова. В связи с этим Владимир активно посещал концерты Московской рок-лаборатории. Ему нравился метод изложения серьёзных социальных тем в несколько придурковатой манере, как это блестяще делали Пётр Мамонов, Фёдор Чистяков, Олег Гаркуша. Поэтому изначально «Божья коровка» создавалась как проект социально-сатирического направления, где стёб был основной формой самовыражения, однако признания публики этот проект не получил.
Пропагандируя музыкально-сценические эксперименты неформальной сцены, в 1989 году на студии группы «Дюна» Воленко записал пробный альбом, стиль которого сам охарактеризовал как «художественный панк». Однако на фоне стремительно растущей популярности танцевально-дискотечной музыки альбом такого содержания оказался уже невостребованным. На этом андеграунд эксперименты проекта с названием «Божья коровка» были прекращены.
Несколько лет Владимир Воленко работал в других коллективах музыкантом-инструменталистом. Ему удалось рассчитаться с долгами, а также приобрести определённый сценический опыт, благодаря которому он научился производить более коммерческую музыку.
В 1993 году решил возродить «Божью коровку», но уже с более популярным репертуаром. Особую известность группе принес альбом «Гранитный камушек», выпущенный в 1994 году студией «Союз». Споры по поводу происхождения заглавной композиции не утихают до сих пор. Долгое время некоторые критики обвиняли Воленко в плагиате на композицию «Road to hell» британского исполнителя Криса Ри. Очевидное сходство у этих композиций, однако, только в аранжировке и проигрыше, а не в самой сути песни. В новой версии «Гранитный камушек — 25 лет спустя» автор аргументированно доказывает, что «Гранитный камушек» это самодостаточное произведение и ряд авторитетных музыкальных критиков с этим согласились.
Во второй половине 1990-х годов Воленко записал ещё 4 альбома, в которых сформировался синтез юмора, творческой фантазии и оптимизма, потому музыку группы «Божья коровка» некоторые критики охарактеризовали особым стилем: «Чебурашка — рок!». А постановки театрализованного шоу, с образами рабочего и колхозницы, добродушного грузина и жизнерадостного пионера уже символизировали не «стёб», свойственный эпохе перестройки, а скорее ностальгию по всему, что было в социалистическом прошлом.

## 2000—2010-е

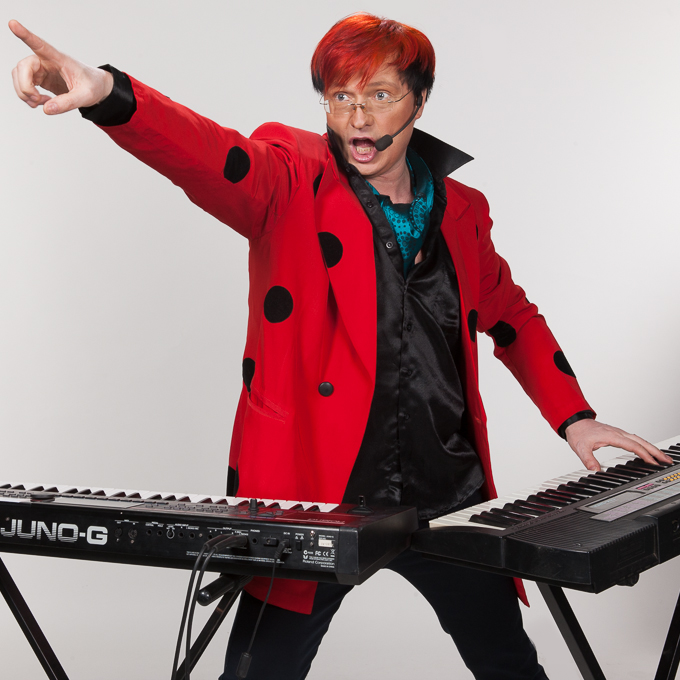
Владимир Воленко

В 2000 году песня барда Леонида Азбеля «Теплоход» стала вторым удачным приобретением для лидера группы «Божья коровка». В этот период Владимир Воленко решил поменять образ жизни. Он прекратил употреблять алкоголь, марихуану и почти забросил шоу-бизнес. Проявляя активное участие в жизни церкви, он довольно продолжительное время создавал музыку исключительно духовно-христианского содержания и лишь изредка выступал в небольших светских концертах. Владимир Воленко активно выступал за традиционные ценности.
Наиболее интересные композиции духовно-христианской направленности были опубликованы в альбоме «Госпел» 2017 года. Альбом был переиздан и приурочен к Рождеству 2020.
Участники группы занимались благотворительностью, бесплатно выступая в спортивно-развлекательных детских мероприятиях и на ежегодном музыкальном рождественском фестивале «Вифлеемская звезда».
Только в 2007-м году Владимир Воленко вернулся к активной концертной жизни, записав два новых альбома: «Крылышки за спиной» (2007) и «Апельсины» (2009) . В эти годы музыкант увлёкся жанром русский шансон, так как активно помогал своему другу Михаилу Сенкевичу (члену Общественного совета при Президенте РФ по правам ребёнка, и Председателю правления в АНО по социальной адаптации граждан «ОПОРА НАЦИИ»), в деле социальной адаптации заключённых, их ресоциализации и трудоустройстве. С этой целью Владимир даже записал альбом для Михаила, а также сам периодически выступал в Бутырской тюрьме и других следственных изоляторах РФ.

## С 2010 по настоящее время
В 2010-м году ведущий российский кардиохирург Лео Бокерия провёл Владимиру Воленко операцию на сердце.
С 2011 по 2013 год Владимир увлекался издательской деятельностью. В помощь молодым исполнителям группой «Божья коровка» было разработано мр3-шоу «Сарафанное Радио», в которых публиковались песни начинающих авторов и исполнителей. Песни группировались по темам к которым подбирались шутки, тосты, притчи, анекдоты в результате чего «Сарафанное радио 1» и «Сарафанное радио 2» превратились по жанру в аудиокнигу. С целью популяризации начинающих музыкантов Владимир Воленко помогал им в записи, а затем публиковал готовые треки, компилируя их с произведениями известных артистов.
Также в эти годы Владимир Воленко являлся корреспондентом русской музыкальной информационно-развлекательной газеты «МУЗОН», которая публиковала его аналитические статьи о концертах западных поп и рок звёзд, проходящих в России.
На 2020 год Владимиром Воленко под лейблом «Божья коровка» выпущено 12 альбомов (не считая сборников). Последний из них «Ностальгия» вышел в октябре 2019 года.
Помимо альбомов в эти годы Владимир Воленко выпустил ряд видеоклипов и концертный ролик: «Гранитный камушек — 25 лет спустя», в котором история песни рассказывается автором из первых уст.
Владимир продолжает создавать и выпускать песни коллектива в формате интернет-синглов. В 2019 году состоялся релиз композиции «Рыба», в 2023 — «Пароль».

## Личная жизнь
- Первая жена — участница группы «Божья коровка» Инна Анзорова (род. 1971) (годы работы в группе 1993—2000)
  - сын Даниил Воленко (род. 02.07.1995[41])
    - Внук[42]
- Вторая жена (с 2000 года) — участница группы «Божья коровка» Наталья Шоколадкина (род. 1975) (Наталья Полещук, которая вскоре после прихода в группу вышла замуж за Владимира и взяла его фамилию)
  - дочь Дарья Воленко (род. 2004)
  - сын Владимир Воленко (род. 2008)